# Nada (canción de Juanes)
«Nada» es una canción del cantautor colombiano Juanes perteneciente a su álbum debut Fíjate bien. la canción fue lanzada en toda Latinoamérica y Europa en el año 2001. La canción rápidamente llega a la posición número uno en las radios de Colombia, México, Chile, Estados Unidos, Puerto Rico, Uruguay, Costa Rica, Venezuela, entre otros países de Latinoamérica.

## Canción
Fíjate bien es un álbum oscuro donde se habla del desamor y el cuidado que debemos tener con las mujeres y esto se demuestra principalmente en esta canción y en Fíjate bien. Nada, al segundo día de su lanzamiento, se convirtió en la posición número uno de las 40 Principales de España, México y Colombia; siendo una de las pocas canciones con esta composición en tener éxito de una manera tan rápida. Podemos hacernos daño, Fíjate bien y Nada fueron las tres canciones más exitosas del álbum Fíjate bien y estas permitieron ventas de más de un millón de copias en Latinoamérica y Europa. En Francia y Alemania el álbum llegó a la posición número uno registrando ventas de más 200 mil copias. Nada permitió que el álbum Fijate Bien terminara con composiciones oscuras y que hablen del desamor y rápidamente se convirtió en una de las canciones más escuchadas de este álbum en gran parte de Latinoamérica en el año 2000.
- Datos: Q3727219